# Поп-реп
Поп-реп (англ. Pop-rap або хіп-поп; англ. hip-pop) — гібрид хіп-хопу з масивним мелодійним заповненням, який традиційно є частиною хорової секції в структурі звичайної поп-композиції. Поп-реп має тенденцію до зниження агресії та збільшення ліричної цінності в порівнянні з вуличним репом, хоча в середині-кінці 90-х років деякі музиканти змішували цей стиль з елементами хардкор-репу, намагаючись запобігти негативній реакції публіки щодо легкості та загальнодоступності їхньої музики.

## Характеристика
Стиль поп-реп зародився наприкінці 80-х років, коли такі виконавці, як Run-D.M.C., LL Cool J та Beastie Boys, почали виходити на основну музичну сцену. Незабаром після цього такі репери, як Tone Loc, Young MC, DJ Jazzy Jeff & The Fresh Prince записали кілька синглів з упором на їхніх можливостях говорити зі сцени доброзичливі життєві історії, що і стало причиною їхнього великого фурору в чартах.
Їх приклад наслідували багато музикантів, випустивши цілу низку однотипних мелодій для вечірок. Оскільки можливість загального прийняття інших напрямів була реальною, інші музиканти у цей час почали розвивати джаз-фьюжн з R&B і танцювальною музикою. Вони використовували семпли для створення мелодій.
З появою в 1989 році робіт MC Hammer і Vanilla Ice напрямок поп-реп часто піддавалося глузуванням (а іноді навіть піддавалося судовим переслідуванням) за бажання наслідувати широко відомим хітам, не вносячи в них жодних значних змін, або взагалі їх не змінюючи. Водночас поп-реп набував все більшої популярності завдяки таким трекам, як «Can't Touch This» МС Hammer'а, а також роботам гуртів Naughty by Nature та House of Pain. З кінця 90-х років небувалий зліт поп-репу спостерігається в Європі завдяки таким командам, як Nana, Down Low, R'n'G та ін.
До кінця 1990-х - початку 2000-х репери, такі як Ja Rule, поєднували теми гангста-репу з елементами поп-музики та соулу 1980-х; поп-реп став домінуючим жанром.
Потім він повернувся в мейнстрим з успіхом The Black Eyed Peas, у яких були такі хітові сингли, як «Where Is the Love?» з їхнього альбому Elephunk. Наприкінці 2000-х - початку 2010-х з'явилося багато поп-реп-виконавців, таких як Дрейк, will.i.am, Flo Rida, LMFAO, B.o.B, Нікі Мінаж та Віз Халіфа.